# Francisco García Hernández
Francisco García Hernández (nascut el 8 de juliol de 1954 a Madrid ) és un futbolista espanyol retirat que va jugar de migcampista.

## Carrera de jugador
Després d'acabar la seva formació futbolística al club, García Hernández va jugar cinc temporades completes a la Lliga amb el Reial Madrid. Durant el seu període, que va començar el 1978–79, va jugar 22 partits o més en tres campanyes, sent només un jugador marginal en les dues restants.
Després d'haver participat en 129 partits oficials amb els merengues i guanyat quatre títols importants, Hernández va fitxar l'estiu de 1983 amb el CD Castelló a Segona Divisió, jugant-hi fins a la seva retirada sis anys després, a excepció de la 1988–89 que va passar amb el seu company de lliga UE Alzira.

## Carrera com a entrenador
Del 1992 al 2000, García Hernández va treballar com a entrenador, de passada amb els seus dos principals clubs. El seu treball a nivell professional va consistir en 17 partits a segona divisió, sis amb el Castelló la temporada 1991–92 i 11 amb el Reial Madrid Castella la 1993–94.
En aquesta darrera campanya, va substituir al jove Rafael Benítez després de ser acomiadat, portant el filial a la sisena posició.

## Palmarès
Reial Madrid
- La Lliga: 1978–79, 1979–80
- Copa del Rei: 1979–80, 1981–82

Castelló
- Copa de la Lliga ( Segona Divisió ): 1983–84